# Cession de contrat en droit civil français

Schéma du fonctionnement de la cession de contrat

La cession de contrat, en droit français, est l'opération par laquelle une partie, le cédant, cède à un tiers, le cessionnaire, sa qualité de partie dans une relation contractuelle qu'il a avec un cocontractant, le cédé. Elle est prévue par les articles 1216 à 1216-3 du Code civil français.
Innovation de la réforme du droit des contrats, du régime général, et de la preuve des obligations du 10 février 2016, elle n'apparaisait pas antérieurement dans le Code civil. La réforme avait en effet pour but, entre autres, de « consacrer dans la loi certains mécanismes juridiques issus de la pratique, en leur conférant un régime juridique précis et cohérent, tels que la cession de contrat ou la cession de dette».
Comme le note la section 4 du Rapport au Président de la République française joint à l'ordonnance du 10 février 2016 : « En effet, bien que ponctuellement reconnue par le législateur, aucune théorie générale de la cession de contrat, née des besoins de la pratique des entreprises, n'existe dans le Code civil actuel. Traduisant le souhait de la présente ordonnance de moderniser le droit des contrats en s'inspirant des apports de la pratique, la cession de contrat entre dans le code civil.
L'ordonnance consacre une conception unitaire de la cession de contrat, qui n'est pas la simple adjonction d'une cession de dette et d'une cession de créance, mais qui a pour objet de permettre le remplacement d'une des parties au contrat par un tiers, sans rupture du lien contractuel. La cession de contrat prend logiquement place au sein de la section dévolue aux effets du contrat, entre les dispositions relatives à sa durée et celles relatives à son inexécution, puisqu'elle a justement pour objet de permettre le maintien du contrat, voire d'en prévenir l'inexécution ».
Le législateur a ainsi souhaité placer la cession de contrat dans le Sous-titre I « Le Contrat » du Titre III « Des sources d'obligations » du Livre III « Des différentes manières dont on acquiert la propriété du Code civil ». Tandis que la cession de créance et la cession de dette sont, elles, placées dans le Titre IV « Du régime général des obligations » du même livre III du Code civil. Cette séparation, dans l'ordonnancement du Code civil, est critiquée par une partie de la doctrine, qui aurait souhaité que les trois cessions figurassent ensemble au même endroit.
Il est à noter que si désormais le législateur considère que la cession de contrat provoque cession de la qualité de partie, il est fréquent qu'une partie de doctrine évoque plutôt une cession de position contractuelle.

## Formation de la cession de contrat
Comme tout contrat, la cession de contrat doit respecter l'ordre public et les bonnes mœurs. Il nécessite, par ailleurs, comme tout contrat pour être valide : le consentement des parties, leur capacité de contracter, et un contenu licite et certain. La cession de contrat nécessite, en outre pour être valable, de respecter certaines conditions particulières :

### Le consentement des trois parties
La cession de contrat est un contrat tripartite. Pour être formé, il necessite donc le consentement du cédant, du cessionnaire, et du cédé. Le cédé peut donner, en amont, l'autorisant au cédant de conclure toute cession de contrat avec tout cessionnaire qu'il trouvera bon.

### Un contrat écrit
La cession de contrat nécessite un écrit à peine de nullité.

## Typologie des cessions de contrat
Il existe deux espèces de cession de contrat. Celle qui est libératoire du cédant, et celle qui n'est pas libératoire du cédant.

### La fausse cession par défaut: la cession de contrat non libératoire du cédant
En principe, et sauf clauses contraire, la cession de contrat ne libère pas le cédant. Le cédant reste tenu solidairement de l'exécution du contrat avec le cessionnaire.
Ainsi, il n'y a pas véritablement de cession, mais plutôt adjonction d'une nouvelle partie dans la relation contractuelle. Le fait que la cession de contrat ne soit pas, par défaut, libératoire du cédant a été déplorée par une partie de la doctrine.

### La vraie cession: la cession de contrat libératoire du cédant
Si les parties prévoient une clause expresse en ce sens, la cession de contrat peut libérer le cédant. Dans cette hypothèse, la cession de contrat opère véritablement une cession : le cessionnaire prend la place contractuelle qu'avait le cédant ; et le cédant n'est plus tenu de l'exécution du contrat.

## Régime juridique de la cession de contrat

### Opposabilité des exceptions

#### Par le cessionnaire
Le cessionnaire, peut opposer au cédé les exceptions inhérentes à la dette. Il ne peut cependant lui opposer les exceptions personnelles au cédant.
La distinction entre exceptions inhérentes à la dette et exceptions personnelle est peu aisée. Le législateur n'a jamais défini clairement le périmètre de ces notions, et raisonne seulement par l'exemple, et la définition en creux. Ainsi sont des exceptions inhérentes à la dette, dans la cession de contrat, la nullité, l'exception d'inexécution, la résolution, ou la compensation de dettes connexes. Mais cette liste n'est nullement limitative, et ne donne, au demeurant, aucune définition concrète permettant de cerner le contenu des exceptions inhérentes à la dettes, et par définition en creux, celui des exceptions personnelles.
La distinction appert plus subtile qu'elle n'y parait. Il existe en effet des exceptions inhérentes à la dette pour lesquelles la personne du débiteur est également susceptible de jouer un rôle, tels les vices du consentement (erreur, dol, violence).
Un auteur a proposé de prendre comme critère la source de l'exception. Ainsi une exception qui trouverait sa source dans le contrat serait inhérente à la dette ; une exception qui trouverait sa source dans la personne d'un des cocontractants serait personnelle. Cette proposition doctrinale n'a cependant pour l'heure pas reçue d'écho en législation et en jurisprudence, qui font montre d'une casuistique certaine.

#### Par le cédé
Le cédé peut opposer au cessionnaire toutes les exceptions, qu'il aurait pu opposer au cédant. Il peut ainsi opposer au cessionnaire tant les exceptions inhérentes à la dette que les exceptions personnelles.
Le régime de l'opposabilité des exceptions fait montre d'une certaine faveur à l'égard du cédé. Ainsi, le cessionnaire ne peut pas lui opposer les exceptions personnelles, tandis qu'à l'inverse, lui le peut.

### Sort des sûretés et des codébiteurs solidaires
Le sort des sûretés et des codébiteurs solidaires dépend de l'espèce de la cession de contrat.

#### Dans la cession de contrat non libératoire du cédant
Dans la cession de contrat non libératoire du cédant, qui est la cession par défaut faute de clause contraire libérant expressément le cédant, les sûretés subsistent.

#### Dans la cession de contrat libératoire du cédant
Dans la cession de contrat libératoire du cédant, qui nécessite une clause expresse par laquelle le cédé accepte de libérer le cédant, le maintien des sûretés dépend de l'accord de ceux ayant fourni les sûretés.
Ainsi, si la sûreté a été fournie par le cédant ou des tiers, il est nécessaire d'obtenir un accord exprès de leur part au maintien des sûretés à la suite de la cession de contrat. Faute d'un tel accord, les sûretés s'éteignent. Le simple fait pour le cédant de signer la cession de contrat n'emporte pas pour autant accord de maintenir les sûretés. Il faut donc, même si la sûreté est fournie par le cédant, une clause expresse ou un contrat distinct exprès qui affirme le maintien des sûretés.
Ainsi, par exemple, A, locataire (cédant) d'un contrat de bail, cède sa qualité de cocontractant à C (locataire-cessionnaire), par une cession de contrat, et avec l'accord de B (le bailleur-cédé). Étant précisé que lors de la souscription du bail, B a demandé à A de lui trouver une caution. E s'est alors porté caution de la dette de loyers de A envers B. C'est-à-dire que E a octroyé à B le bailleur une sûreté par laquelle il s'engage à payer les loyers impayés si A ne les paient pas.
Sauf clause contraire, le cautionnement souscrit par E, qui garantit le paiement des loyers que A doit à B son bailleur s'éteint donc automatiquement. Pour maintenir cette sûreté, il faudra un accord écrit exprès de la personne ayant fourni la sûreté (E la caution).
Enfin, dans l'hypothèse où le cédant libéré était tenu avec des codébiteurs solidaires, ces derniers restent tenus à la dette, déduction faite de sa part dans la dette. Si par exemple A, B et C sont tenus d'une dette de 300 envers D, chacun pour le tiers, et qu'A est libéré, alors B et C restent tenus, mais il faut retrancher de la dette de la part de A. Ainsi, la dette, réduite d'un tiers revient à 200. B et C sont ainsi chacun tenu, en application du principe de l'obligation divise, de 100 chacun.

#### Principaux traités et manuels de référence
- Jérôme Français, Les obligations. Régime général., Paris, Economica, coll. Traité de droit civil, 2016, 4e éd., t.3.
- Muriel Fabre-Magnan, Droit des obligations. 1 : Contrats et engagmeent unilatéral, Paris, PUF, coll. Thémis Droit, 2016, 4e éd..
- François Terré, Philippe Simler, Yves Lequette et François Chénedé, Droit civil. Les obligations, Paris, Dalloz, coll. Précis, 2018, 12e éd..
- Alain Bénabent, Droit des obligations., Paris, LGDJ, coll. Domat Droit privé, 2019, 18e éd..
- Philippe Malaurie, Laurent Aynès et Philippe Stoffel-Munck, Les obligations, Paris, LGDJ, coll. Traité Droit civil., 2020, 11e éd..

#### Principaux articles doctrinaux de référence
- Philippe Simler, « Cession de créance, cession de dette, cession de contrat. », Contrats, concurrence, consommation,‎ 2016, dossier 8.
- Collectif, « Dossier. La cession de contrat, après la réforme, quels usages, quelles précautions ? », Revue des contrats,‎ 2017, p. 369 sqq.